# إيلينا دانييليان
إيلينا دانييليان (بالأرمنية: Էլինա Դանիելյան)‏ Elina Danielian لاعبة شطرنج أرمينية تحمل لقب أستاذ كبير.
- ولدت في 16 أغسطس 1978 في باكو.
- فازت ببطولة أرمينيا للشطرنج ست مرات أعوام 1993، 1994، 1999، 2002، 2003، 2004.
- مثلت أرمينيا اثني عشر مرة في أولمبياد الشطرنج من عام 1992 إلى 2014.
- لعبت ضمن المنتخب الأرميني الفائز بذهبية بطولة الشطرنج للفرق الأوروبية في بلوفديف 2003.
- فازت ببطولة العالم للفتيات تحت 14 سنة في 1992 في دويسبورج الألمانية، وبطولة العالم للفتيات تحت 16 سنة في براتيسلافا في 1993.
- فازت ببطولة أوروبا للشطرنج السريع للسيدات في مينسك في 2001.

## روابط خارجية
- إيلينا دانييليان على موقع الاتحاد الدولي للشطرنج (الإنجليزية)
- إيلينا دانييليان على موقع مباريات الشطرنج (الإنجليزية)
- إيلينا دانييليان على موقع 365Chess.com (الإنجليزية)
- إيلينا دانييليان على موقع Chesstempo.com (الإنجليزية)
- إيلينا دانييليان سجل أولمبياد الشطرنج للسيدات على موقع OlimpBase.org (الإنجليزية)